# Clockwork Boys
Os Clockwork Boys são uma banda portuguesa formada em 2004 com influencias do rock 'n' roll made in Australia e do Punk americano de '77.

## História
Clockwork Boys nascem em 2004 como uma banda de street rock e gravam pela primeira vez quatro temas  em estudio no ano de 2005 para a edição de um single intitulado Rock nas Cadeias pela editora madrilena True Force Records. Entre os temas para esse single 7" constavam o famoso tema Fernando Chalana era Rock N´Roll, tema que chegou a passar em rádios como a Antena 3 num programa do Henrique Amaro,  os outros temas gravados foram  A Minha Lili Marlene, Hooligans na Noite e o tema que dava nome ao single, Rock nas Cadeias.

Houve algumas alterações de membros e a sonoridade foi mudando também. 

Passaram pela banda membros dos Aqui D´el-Rock, como foi o caso do baterista José Serra, que aceitou um convite para gravar 4 temas, onde se incluía uma versão de Há Que Violentar o Sistema dos próprios Aqui d'el-Rock. Fernando Gonçalves antigo baixista dos Aqui d'el Rock também colabora nesta sessão de estúdio ajudando nos coros. José Serra sai da banda pouco depois dessa gravação e entra o Agente Laranja. 

Com a entrada do Agente Laranja a banda mostra uma grande evolução musical e aproxima-se mais das sonoridades hard-rock e rock 'n' roll mas sempre enquadrados na estética musical punk-rock. Um facto curioso é a banda ter tido a sua estreia ao vivo em Abril de 2006 na cidade espanhola de Almeria e apenas ter se estreado ao vivo com a entrada deste terceiro baterista também.
A banda encerra actividades em meados de 2010 num concerto de despedida no Music Box, concerto esse que foi filmado pela Central Musical e que podia ser visto no site deles. 

## Regresso
Em 2012 a banda regressa para gravar o àlbum que a editora madrilena havia prometido editar desde meados de 2010.

Portanto a banda terminou quando tinha prometida a edição de um LP.

No entanto esta paragem parece ter motivado a vontade de reactivar a banda e surgem novos videoclipes - Vida Maldita e A Dor Passa...O Ódio Fica - e um documentário - A Vida Ruim de Marion Cobretti - realizados por amigos que são fans da banda. ( Afonso Cortez & Luhuna Carvalho )

Neste ano de 2012 a banda preparou uma gravação para um single em vinyl para o qual lançou um convite ao lendário Victor Gomes que cantou com os Gatos Negros nos anos 60 e que de certa forma foi o nosso Elvis Presley português. Os 2 temas tributo que a banda gravou foram Guitarras em Chamas e Selvagem, uma adaptação ao português de um tema dos australianos Fun Things.

A banda veio incluída no livro Memórias do Rock Rortuguês vol.I da autoria de Aristides Duarte.Este livro teve 3 edições e todas elas esgotaram rapidamente. A banda tem vários lançamentos em vinyl e cd  e também alguns vídeos cheios de pinta no youtube.

A banda participou de várias colectâneas como a Entulho Sonoro, CD que vinha junto com a revista Entulho Informativo ao lado de bandas conhecidas como Capitão Fantasma, Poppers e Moonspell e participou também de uma colectânea em LP apenas com bandas espanholas. Os temas incluídos nestas duas colectâneas foram Casino e Solta a Cobra que Há em Ti.

A banda teve sempre estreitas amizades com outras bandas punk, onde se podem mencionar os The    Sadists ( mais tarde: Legion of the Sadists). Marion Cobretti participa várias vezes ao vivo e em discos de estúdio com esta banda ( no LP A Ira da Corrente e no CD The Return of Semen and Blood ) que incluía nas suas fileiras Zé Abutre, um dos membros fundadores.

Agente Laranja mais tarde sai dos Clockwork Boys e muda-se para os Legion of the Sadists mudando também o seu nome artístico para Peter Panzer e entra para o seu lugar Tony Musgueira, baterista que fez parte de vários projectos rock como os Morte Forte e os Hellspiders.
Legion of the Sadists chegam a dar um concerto num festival com a formação quase toda dos Clockwork Boys. ( Zé Abutre; Marion Cobretti e Peter PanZer ).

Em Junho/Julho de 2012  estará cá fora o novo LP A Dor Passa o Ódio Fica editado pela True Force Records. 

## Formação
Membros Actuais

- Marion Cobretti - voz
- Zé Abutre- guitarra
- Túlio Maravilha- baixo
- Juvenal Caveira- bateria

Membros Passados

- José Serra - bateria
- Agente Laranja - bateria
- Tony Musgueira
- Bráulio aka Prince Albert
- Mãozinhas - bateria
- Dr.Ray Ban-Baixo

## Discografia
Demos

- Solta a Cobra Que Há em Ti, CD Demo. Edição Limitada a 50 cópias

7"s

- Rock nas Cadeias, 7", True Force Records, 2007
- Capitão Roby /George Best, 7", Your Poison Records / Zerowork Records, 2011. Edição Limitada a 24 cópias.
- Lusitanian Punk Rock, Split 7" c/ English Dogs (Raw'n'Roll, Chaosphere, Dog City & VDC 2013
- .Split EP com Scum Liquor- Tema incluído Vitor Baptista.
- Split EP com Mata Ratos - Temas Fernando Chalana era RnR / Selvagem (Fun Things)

Álbuns

- Arquivo Vol. I, CD, Zerowork Records/ Gravacões Ultramarinas/ Volume And Distortion Corporation Records, 2009
- A Dor Passa, O Ódio Fica, LP, True Force Records, 2012
- Em Directo... K7 (Dog City & Raw'n'Roll 2013)
- .Split tape com Mata-Ratos Armagedão Tour
- Cantigas de escárnio e maldizer  Ed. Hellprod

Compilações

- Entulho Sonoro, CD com o  tema Casino
- Collector Series Vol. I, LP, Compilação com grupos da Espanha, Tema Solta a Cobra Que Há em Ti
- Punk para extraterrestres- Compilação espanhola com 40 grupos como Rip,Kortatu,KBG,Vómito,Espasmódicos,PVP,Suburban Rebels, Manolo La Uvi, etc
- Som das Ruas  Vol. II - Tema Ela Gostava de Sado Maso.
- Tribute to Sonny Vincent 3x CD Digipack tema incluido Selvagem
- Tribute to Testors 2x CD Digipack tema incluido Morte ( It s only death )

## Curiosidades
- A banda punk portuguesa Savage City Outlaws grava um single em vinyl edição ultra limitada onde se incluí uma versão do tema dos Clockwork Boys Tenho o Diabo no Corpo em inglês,  sendo que o título que deram a esse tema foi Smells like Pussy in the Air.

- Jello Biafra, vocalista dos Dead Kennedys comprou um exemplar do single Rock nas Cadeias na loja de discos de vinil Discolecção.

- Os Clockwork Boys estiveram para se fundir com os Aqui D´El Rock (Aqui D´El Rock N Clock) no que seria supostamente um regresso ao punk rock destes veteranos.

- O tema Fernando Chalana era R'n'R torna-se um clássico e torna-se parte da cultura popular portuguesa e vem por diversas vezes mencionado em jornais desportivos, revistas, blogues, internet, etc.
- Marion Cobretti grava um split LP com o Sonny Vincent, disco onde participam Glen Mattlock dos Pistols, Rat Scabies dos Damned e Steve Mackay dos Stooges. Em Dezembro de 2019 saiu o disco pela Cobra Kai Records.

- Marion Cobretti e Tony Musgueira participam no filme curta-metragem Arribas Instáveis de Bernardo Rão. Este filme pode ser visto no Vimeo .

- Marion Cobretti é o autor por detrás do famoso blogue musical Rock das Cadeias.